# Crescenci II
Joan Crescenci el Jove o Crescenci II (? – 998) Fill de Crescenci el Vell, va ser un líder de l'aristocràcia medieval a Roma. Durant la minoria d'edat de l'emperador del Sacre Imperi Otó III es va proclamar patrici romà (Patricius Romanorum) i es va convertir de facto en el líder de la noblesa de Roma. Després de ser deposat, va recuperar el control de Roma a través d'una revolta i va asseure en el tron papal a l'antipapa Joan XVI. La revolta va fracassar i Crescenci va ser executat.

## Antecedents
El col·lapse de l'Imperi carolingi a inicis del segle X significà per a Roma l'inici d'una època de greus desordres i d'inestabilitat, que donà origen al període conegut com el Segle de Ferro. En aquest segle unes poques famílies rivals, entre les quals destaquen els Alberics o Tusculans (dels quals van provenir els prínceps Colonna) i els Crescencis. Aquestes famílies controlaven l'elecció dels diferents papes i, com a conseqüència, es produí la proclamació de molts papes de moralitat dubtosa, la mort violenta d'alguns pontífexs i l'existència simultània de dos o més papes rivals. L'any 962 el Papa Joan XII demana ajuda al rei d'Alemanya Otó I contra la invasió dels seus estat i el corona com a emperador a Roma el 2 de febrer del 962. Aquest acte dona origen del Sacre Imperi Romanogermànic. Els acords signats entre el Papa i Otó I establien que l'emperador esdevenia el garant de la independència dels Estats Pontificis però a la vegada passava a ser determinant en l'elecció dels nous papes. Aquesta invasió no va ser ben tolerada per diferents famílies nobles romanes que conspiraren per imposar el Papa i un dels líders d'aquesta facció va ser Crescenci I i va ser un dels protagonistes de la deposició de Joan XII o la mort de Benet VI per tal de fer imposar a Bonifaci VII que en una primera etapa de papat només va durar sis setmanes abans d'haber de fugir a Constantinoble.

## Control de Roma
Les aspiracions de l'aristocràcia romana no desaparegueren amb la mort de Crescenci. Aquest va deixar un fill, Crescenci el jove, que va prendre les regnes del poder a Roma. Per tal d'imposar de nou a Bonifaci VII va engarjolar i deixar morir de fam el seu antecessor el Papa Joan XIV. Poc temps després Bonifaci VII es va enemistar amb Crescenci el qual va incitar el poble contra seu. El Papa va morir linxat al carrer i el seu cadàver nu i mutilat va ser penjat pels peus de l'estàtua de Marc Aureli. Després de la mort de Bonifaci VII, les circumstàncies eren particularment favorables per a Crescenci: l'emperador Otó III (985-96) era encara un nen i la seva mare, l'Emperadriu Teòfana (morta quan l'emperador tenia 11 anys), ni la seva àvia, que actuaren com a regents, no eren a Roma. Crescenci va prendre el títol de Patricius Romanorum. El títol venia a significar que era la màxima autoritat romana tot i que depenent de l'autoritat imperial; es considerava com el lloctinent de l'emperador. Es creu que és bastant probable que tingués influència en l'elecció del successor de Bonifaci VII, el Papa Joan XV (985-996). En alguns del documents oficials de l'època signats pel papa, el nom de Crescenci i el seu títol de Patricius apareix junt al nom de Joan XV; i durant alguns anys Crescenci va exercir la seva autoritat sense aparent oposició, limitant severament l'autonomia del Papa.

## Pèrdua del poder
L'any 994 el jove emperador Otó III va assumir les regnes del govern, i al 996 va fer el seu primer viatge a Itàlia, induït sobretot per les crides del Papa Joan XV a recuperar el poder perdut a Roma, d'on havia estat expulsat. No obstant això, abans que Otó III arribés a Roma el Papa havia mort (abril del 996). Els romans, liderats per Crescenci, no van imposar en aquell moment un nou papa i van enviar una delegació a Otó per tal que proposés un candidat adequat. Un cop a Roma, va preparar l'elecció del seu cosí Bruno de Caríntia, jove eclesiàstic de 23 anys, com a Papa Gregori V, primer Papa alemany. Poques setmanes després (21 de maig del 996), Otó III va ser coronat pel nou papa a la Basílica de Sant Pere. Crescenci es va tancar a la fortalesa de la seva família, el Castell de Sant'Angelo, per evitar represàlies.

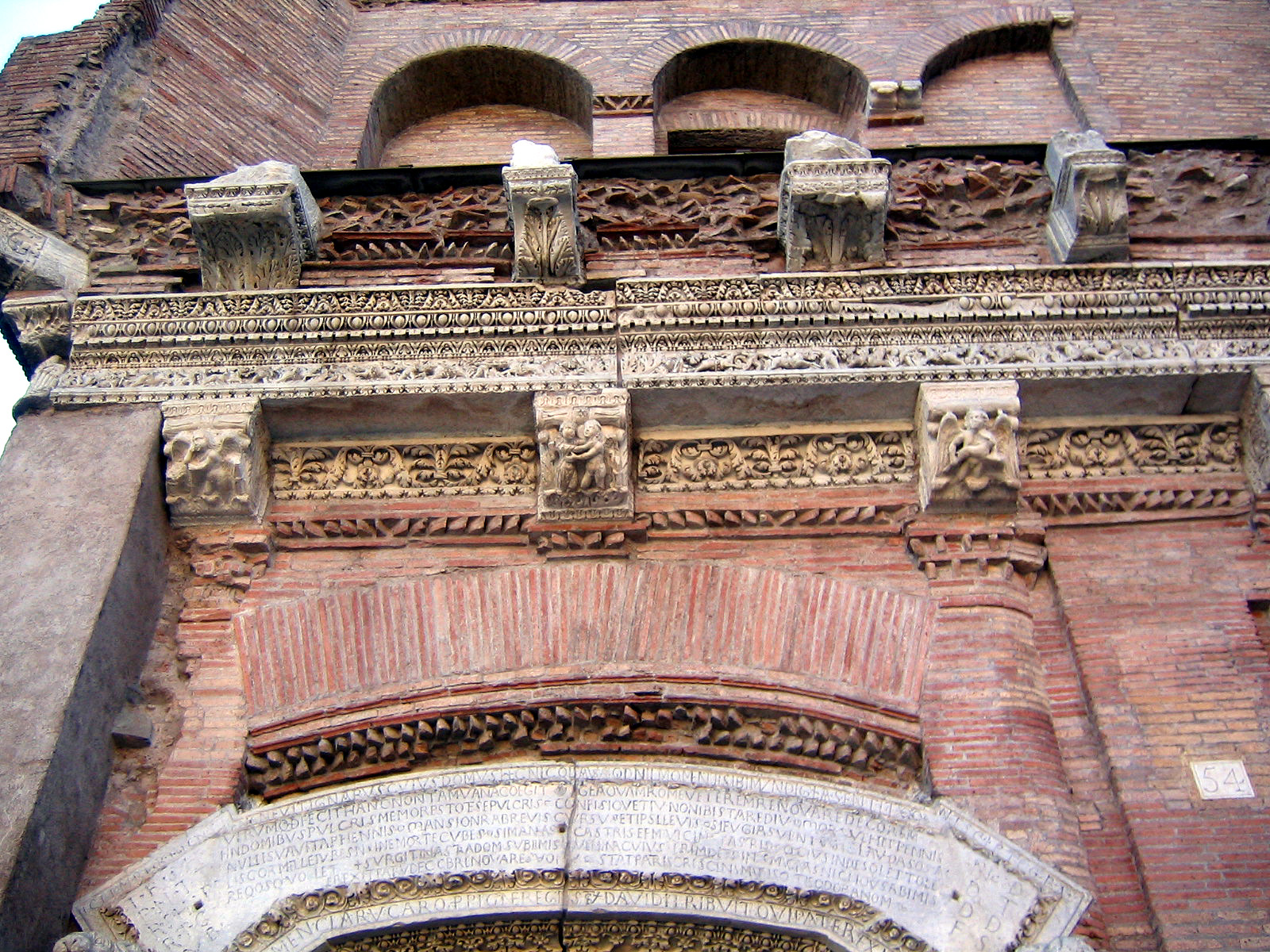
Casal dels Crescenci a Roma. Prop del fòrum Boario, va ser erigida a mitjans de l'any mil per Nicoló di Crescenci amb materials procedents dels edificis del fòrum.

El 25 de maig del 996, Otó III i el Papa convocaren un sínode per tal que actués com a cort suprema de justícia (al qual assistí també el comte Ermengol I d'Urgell). En ell es va encausar els principals caps rebels, inclòs Crescenci, sobre els fets ocorreguts en els darrers anys i com a resultat, una part dels encausats van ser desterrats de Roma. De totes maneres, Gregori V, que desitjava començat el seu papat amb accions de gràcia, va intercedir pels culpables i Otó els va perdonar. Crescenci va perdre el seu títol de Patricius però se li va permetre viure una vida retirada a Roma.

## Revolta
La influència de l'emperador sobre els assumptes del papat va esdevenir molt més gran que no pas en l'època d'Otó I. Ara, l'emperador, no només tenia el dret de vetar un candidat sinó havia nominat i instal·lat el seu propi candidat. Els romans també trobaven ofensiu el fet d'haver de tenir un Papa estranger amb molts oficials estrangers instal·lats en els estats pontificis donat que tradicionalment el dret de nominar el nou papa requeia sobre ells. Això va fer que les tensions i ressentiments de la noblesa romana no disminuïssin tot i el perdó.
Ben aviat Otó va abandonar Roma per dirigir-se a Aquisgrà i pocs mesos després de la seva marxa es va encendre la revolta de nou a Roma i Gregori V va ser forçat a abandonar Roma (setembre del 996). Al febrer del 997 el Papa convoca un sínode a Pavia on pronuncia la sentència d'excomunió per a Crescenci. Aquest, lluny de sentir-se afectat per aquest fet completa la seva rebel·lió nomenant un com a papa Joan Filagatos, arquebisbe de Piacenza i antic conseller de Teòfana. Aquest antipapa agafa el nom de Joan XVI (abril 997).
El febrer del 998 Otó III retorna a Roma amb el Papa Gregori V i pren possessió de la ciutat sense massa dificultats. Joan XVI fuig de Roma i Crescenci es refugia al Castell de Sant'Angelo. Joan XVI és capturat pels emissaris de l'emperador el qual ordena que se li arrequin els ulls i la llengua i que se li talli el nas i les orelles i és deportat al monestir de Fulda, a Alemanya on mor al voltant de l'any 1001. Vers l'abril del 998, després d'una forta resistència, les forces de l'emperador prenen Sant’Angelo i capturen Crescenci. Aquest va ser decapitat i el seu cadàver fou penjat d'un patíbul erigit al Monte Mario. Posteriorment va ser enterrat a l'església de San Pancrazio al Janícul.